# Bulgária az 1960. évi téli olimpiai játékokon
Bulgária az egyesült államokbeli Squaw Valleyben megrendezett 1960. évi téli olimpiai játékok egyik részt vevő nemzete volt. Az országot az olimpián 2 sportágban 7 sportoló képviselte, akik érmet nem szereztek.

## Alpesisí
Férfi
| Versenyző             | Versenyszám      | 1. futam | 1. futam | 2. futam | 2. futam | Összesítés | Összesítés |
| Versenyző             | Versenyszám      | Idő      | Hely.    | Idő      | Hely.    | Idő        | Helyezés   |
| --------------------- | ---------------- | -------- | -------- | -------- | -------- | ---------- | ---------- |
| Georgi Dimitrov       | Lesiklás         |          |          |          |          | 2:20,2     | 30.        |
| Georgi Dimitrov       | Műlesiklás       | 1:16,9   | 18.      | 1:08,2   | 18.      | 2:25,1     | 18.        |
| Georgi Dimitrov       | Óriás-műlesiklás |          |          |          |          | 2:02,9     | 30.        |
| Alekszandar Salamanov | Lesiklás         |          |          |          |          | 2:29,0     | 47.        |
| Alekszandar Salamanov | Műlesiklás       | kizárták | kizárták | kiesett  | kiesett  | kiesett    | kiesett    |
| Alekszandar Salamanov | Óriás-műlesiklás |          |          |          |          | 2:07,0     | 37.        |
| Georgi Varoskin       | Lesiklás         |          |          |          |          | 2:20,0     | 29.        |
| Georgi Varoskin       | Műlesiklás       | 1:21,3   | 30.      | 1:26,2   | 33.      | 2:47,5     | 29.        |
| Georgi Varoskin       | Óriás-műlesiklás |          |          |          |          | 2:01,0     | 29.        |

## Sífutás
Férfi
| Versenyző      | Versenyszám | Eredmény  | Helyezés |
| -------------- | ----------- | --------- | -------- |
| Sztefan Mitkov | 15 km       | 56:55,4   | 33.      |
| Sztefan Mitkov | 30 km       | 2:03:54,3 | 31.      |
| Sztefan Mitkov | 50 km       | 3:26:32,5 | 22.      |

Női
| Versenyző          | Versenyszám | Eredmény | Helyezés |
| ------------------ | ----------- | -------- | -------- |
| Roza Dimova        | 10 km       | 45:45,8  | 22.      |
| Nadezsda Vaszileva | 10 km       | 44:32,8  | 19.      |
| Krasztana Sztoeva  | 10 km       | 41:44,0  | 9.       |